# Mrocza
Mrocza (Duits: Mrotschen) is een stad in het Poolse woiwodschap Koejavië-Pommeren, gelegen in de powiat Nakielski. De oppervlakte bedraagt 4,32 km², het inwonertal 4181 (2005).

## Verkeer en vervoer
- Station Mrocza